# 정수지
정수지는 대한민국의 배우이다.

## 학력
- 한국예술종합학교 영상원 영화과 (휴학)
- 중앙대학교 경영학과 (졸업)

## 출연 작품

### 영화
- 《마주보는 사람에게》 (2024년) - 하늘 역 (감독 및 각본)
- 《미망》 (2024년) - 연인 역
- 《럭키, 아파트》 (2024년) - 윤희주 역
- 《엄마의 왕국》 (2024년) - 이수하 역
- 《유아용 욕조》 (2023년) - 수정 역
- 《X의 저주》 (2023년) - 지수 역
- 《말이야 바른 말이지》 (2023년) - 점원 역
- 《여섯 개의 밤》 (2023년) - 수정 역
- 《아누크의 전설: 주인공과 요정과 사악한 용》 (2022년)
- 《하나와 영오》 (2022년) - 하나 / 괴인 역
- 《유포자들》 (2022년) - 정가영 역
- 《차가운 새들의 세계》 (2022년) - 희조 역
- 《사랑합니다 고객님》 (2021년) - 현지 역
- 《사랑의 여름》 (2021년) - 수지 역
- 《장르만 로맨스》 (2021년) - 예슬 역
- 《사랑합니다 고객님》 (2021년) - 현지 역
- 《인생작》 (2021년) - 수미 역
- 《아이》 (2021년) - 희정 역
- 《태어나자마자 핵인싸》 (2020년) - 수연 역
- 《내가 죽던 날》 (2020년) - 도서관 사서 1 역
- 《달팽이》 (2020년)
- 《프론트맨》 (2020년) - 선화 역
- 《프리랜서》 (2020년) - 현지 역
- 《소풍같이》 (2020년) - 젊은 순주 역
- 《삼진그룹 영어토익반》 (2020년) - 법무팀 역
- 《입천장 까지도록 와그작》 (2020년) - 봉수아 역
- 《나의 자리》 (2019년) - 재아 역
- 《어떤이》 (2019년) - 영나 역
- 《비하인더홀》 (2019년) - 임정희 역
- 《오늘, 우리》 (2019년) - 지은 역
- 《우리집》 (2019년) - 알바생 역
- 《나랏말싸미》 (2019년) - 궁녀 3 역
- 《우리 지금 만나》 (2019년) - 하나재단 정주임 역
- 《뺑반》 (2019년) - 에필로그 여경 역
- 《구례 베이커리》 (2018년) - 노을 역
- 《담배를 태우는 법》 (2018년)
- 《그 새끼를 죽였어야 했는데》 (2018년)
- 《영 피플 인 코리아》 (2017년) - 전철 여자 역
- 《2박 3일》 (2016년) - 이지은 역

### 드라마
- 《KBS 드라마 스페셜 - SLOW》 (2017년, KBS2) - 김정연 역
- 《오, 여정 : 여름》 (2018년, 웹드라마) - 지우 역
- 《더 킹 : 영원의 군주》 (2020년, SBS) - 김수진 역
- 《유미의 세포들》 (2021년, TVING, tvN)
- 《소년심판》 (2022년, Netflix)

### 뮤직비디오
- 박원 - 나

## 수상
- 2017년 제16회 미쟝센 단편영화제 심사위원 특별상 연기부문